# روی ویلیام نیل
روی ویلیام نیل (انگلیسی: Roy William Neill؛ ۴ سپتامبر ۱۸۸۷ – ۱۴ دسامبر ۱۹۴۶) یک کارگردان اهل ایرلند بود.

## فیلم‌شناسی
- The Price Mark (۱۹۱۷)
- Something Different (۱۹۲۰)
- The Conquest of Canaan (۱۹۲۱)
- The Man From M.A.R.S. (۱۹۲۲)
- What's Wrong with the Women? (۱۹۲۲)
- Broken Laws (۱۹۲۴)
- شهر (۱۹۲۶)
- وایکینگ (۱۹۲۸)
- وال استریت (۱۹۲۹)
- That's My Boy (۱۹۳۲)
- The Menace (۱۹۳۲)
- The Ninth Guest (۱۹۳۴)
- احساس مالکیت (۱۹۳۴)
- ماه سیاه (۱۹۳۴)
- The Black Room (۱۹۳۵)
- Doctor Syn (۱۹۳۷)
- Gypsy (۱۹۳۷)
- Thank Evans (۱۹۳۸)
- Many Tanks Mr. Atkins (۱۹۳۸)
- گرزه‌ماران (۱۹۳۸)
- Everything Happens to Me (۱۹۳۸)
- Murder Will Out (۱۹۳۹)
- A Gentleman's Gentleman (۱۹۳۹)
- Hoots Mon! (۱۹۴۰)
- Madame Spy (۱۹۴۲)
- Frankenstein Meets the Wolf Man (۱۹۴۳)
- شرلوک هولمز در واشنگتون (۱۹۴۳)
- شرلوک هولمز با مرگ روبه‌رو می‌شود (۱۹۴۳)
- شرلوک هولمز و سلاح سری (۱۹۴۳)
- زن عنکبوتی (۱۹۴۴)
- پنجه سرخ (۱۹۴۴)
- مروارید مرگ (۱۹۴۴)
- شرلوک هولمز و خانه وحشت (۱۹۴۵)
- تعقیب در الجزایر (۱۹۴۵)
- زن سبزپوش (۱۹۴۵)
- وحشت نیمه‌شب (۱۹۴۶)
- در لباسی خیره‌کننده (۱۹۴۶)
- Black Angel (۱۹۴۶)